# Малехоньков, Григорий Андреевич
Григорий Андреевич Малехоньков (1906—1957) — советский партийный деятель.

## Биография
Родился 26 ноября 1906 года в селе Маховица Болховского уезда Орловской губернии. С 1920 года работал в совхозе. В 1924 году уехал в Орск, где работал в уездном отделении Союза торговых служащих. В 1927 году окончил три курса Оренбургского сельхозтехникума, после чего был направлен на службу в органы ОГПУ. Позднее также работал в Кзыл-Ординском отделе водного хозяйства, инспектором окружной Контрольной Комиссии Рабоче-Крестьянской Инспекции.
С мая 1931 года работал в сельском хозяйстве. В годы Великой Отечественной войны находился на партийной работе в Куйбышеве. В 1948—1951 годах занимал должность председателя Куйбышевского облисполкома.
7 мая 1951 года был избран первым секретарём Смоленского обкома ВКП(б) взамен смещённого В. П. Фронтасьева. На этой должности проявил себя как жёсткий администратор, проводивший чистки в рядах руководящих работников области. Был инициатором принятия одиозного постановления о запрещении горожанам держать скот и птицу, вызвавшего резкое недовольство смолян. 17 июля 1952 года был освобождён от занимаемой должности.
В 1955 году окончил Высшую партийную школу при ЦК КПСС, после чего работал вторым секретарём Кустанайского обкома КПСС. Скончался 22 февраля 1957 года.